# Leo und die Abenteuermaschine
Leo und die Abenteuermaschine ist eine deutsche Kinderhörspielserie, die seit 2016 erscheint. Sie handelt von dem schlauen Löwen Leo, der in seinem Keller eine Abenteuermaschine baut, die es ihm erlaubt, in der Zeit zu reisen und Abenteuer zu erleben.

## Handlung
Jede Folge von Leo und die Abenteuermaschine führt die Zuhörer in eine andere Zeitperiode, in der sie auf berühmte historische Persönlichkeiten treffen und wichtige historische Ereignisse miterleben. Diese Zeitepochen sind u. a. die Antike, das Mittelalter oder die Renaissance.

## Hintergrund
Matthias Arnold entwickelte im Jahr 2016 im Eigenverlag das Kinderhörspiel „Leo und die Abenteuermaschine“. Die Idee für die Serie entstand aus einem YouTube-Projekt, bei dem eine Löwenhandpuppe eingesetzt wurde, um Kindern die Welt zu erklären. Zusammen mit seinem Sohn entwickelte Arnold eine Löwenfigur für das Hörspiel, die in der Lage ist, durch die Zeit zu reisen und Abenteuer in verschiedenen historischen Epochen zu erleben. Die Geschichten sind für seine eigenen Kinder gedacht, aber auch für alle anderen neugierigen Kinder, die gerne mehr über die Geschichte lernen und sich für Abenteuer begeistern.
Das Hörspiel wird professionell produziert. Seit Folge 1 gibt es verschiedene Gastauftritte von berühmten deutschen Synchronsprechern wie Anke Reitzenstein, Oliver Rohrbeck, Ingo Albrecht, Bernd Egger u. v. m.
Neben der üblichen Veröffentlichung als CD, als Download und im Stream, wird Leo und die Abenteuermaschine auch im Kinderradio Radio Teddy ausgestrahlt.

## Soziales Engagement
Seit 2019 reist Matthias Arnold durch Schulen und nimmt mit den verschiedenen Klassen eigene Hörspiele auf. Hierbei lernen die Kinder viel über sich selbst und über den Job eines Hörspielsprechers.
Weiterhin wurde das Hörspiel schon mehrmals an Kindereinrichtungen, Krankenhäuser und Hospize verschenkt.

## Stammfiguren
| Figur             | Sprecher         | Folgen |
| ----------------- | ---------------- | ------ |
| Leo               | Marco Rosenberg  | 1–     |
| Erzählerin        | Katrin Zierof    | 1–29   |
|                   | Dagmar Bittner   | 30–    |
| Abenteueruhr      | Babette Büchner  | 1–     |
| Salai             | Sven Hasper      | 12–    |
| Leonardo da Vinci | Lutz Mackensy    | 12–    |
| Laurenzo          | Rainer Fritzsche | 19–    |

## Gastsprecher
| Figuren                     | Sprecher            | Folgen |
| --------------------------- | ------------------- | ------ |
| Leos Mutter                 | Irina von Bentheim  | 1–6    |
| Leos Vater                  | Charles Rettinghaus | 1–6    |
| Pirat, Shaolin-Mönch        | Ingo Albrecht       | 8, 11  |
| Jack Rackham, Shaolin-Mönch | Oliver Rohrbeck     | 8, 11  |
| Wikinger-Wache              | Bernd Egger         | 18     |

## Folgen
Bisher sind 32 Folgen erschienen.
| #  | Folgentitel                                     | Historische Persönlichkeiten/Ereignisse                      | empfohlenes Alter | Länge in Minuten |
| -- | ----------------------------------------------- | ------------------------------------------------------------ | ----------------- | ---------------- |
| 01 | Leo – wie alles begann                          | Gebrüder Wright, Cowboys, Dinosaurier                        | 4–6               | 71               |
| 02 | Leo und das Rätsel der Wandmalerei              | Homo sapiens, Jacques-Yves Cousteau, Wolfgang Amadeus Mozart | 4–6               | 67               |
| 03 | Leo und das Wetterexperiment                    | Benjamin Franklin, Inuits                                    | 4–6               | 68               |
| 04 | Alles ist relativ                               | Albert Einstein                                              | 6–12              | 61               |
| 05 | Leo und die Mondlandung                         | Apollo 11 – die Mondlandung                                  | 6–12              | 64               |
| 06 | Leo und das Indianermädchen                     | Kiowa, Amerikanische Ureinwohner                             | 6–12              | 56               |
| 07 | Eine Schnitzeljagd durch Raum und Zeit – Teil 1 | Jules Verne, Thomas Alva Edison                              | 6–12              | 55               |
| 08 | Eine Schnitzeljagd durch Raum und Zeit – Teil 2 | Anne Bonny, Piraten                                          | 6–12              | 65               |
| 09 | Eine Schnitzeljagd durch Raum und Zeit – Teil 3 | Anne Bonny, Mary Read                                        | 6–12              | 69               |
| 10 | Carpe Diem – Nutze den Tag                      | Archimedes, Olympische Spiele                                | 6–12              | 64               |
| 11 | Leo und die Kung Fu Mönche                      | Kung Fu, Bruce Lee                                           | 6–12              | 121              |
| 12 | Das Lächeln der Mona                            | Leonardo Da Vinci                                            | 6–12              | 65               |
| 13 | Der Apfel der Erkenntnis                        | Isaac Newton                                                 | 6–12              | 60               |
| 14 | Leo und das bewegte Bild                        | Charlie Chaplin, Mary Pickford, Buster Keaton                | 6–12              | 60               |
| 15 | Es waren einmal zwei Brüder                     | Gebrüder Grimm                                               | 6–12              | 60               |
| 16 | Leo und das Automobil                           | Carl und Bertha Benz, Rudolf Caracciola                      | 6–12              | 70               |
| 17 | Leo und die Wikinger – Teil 1                   | Wikinger                                                     | 6–12              | 68               |
| 18 | Leo und die Wikinger – Teil 2                   | Wikinger, Erik der Rote                                      | 6–12              | 71               |
| 19 | Der Sternenbote                                 | Galileo Galilei                                              | 8–12              | 73               |
| 20 | Alle Wege führen nach Rom                       | Cicero, Marcus Tullius Tiro                                  | 6–12              | 69               |
| 21 | Leo und der Buchdruck                           | Johannes Gutenberg, der Buchdruck                            | 6–12              | 73               |
| 22 | rettet die Abenteuermaschine                    | Bergbau                                                      | 6–12              | 74               |
| 23 | New York, New York                              | T. A. Edison, Nikola Tesla, New York                         | 6–12              | 75               |
| 24 | Leo und Thomas Edison                           | der junge Thomas Edison                                      | 6–12              | 77               |
| 25 | Leo und Nikola Tesla                            | Nikola Tesla                                                 | 6–12              | 76               |
| 26 | Das Orakel von Delphi                           |                                                              | 6 (8)–12          | 66 (77) *        |
| 27 | Troja und seine Helden                          | Kassandra, Hektor                                            | 6 (8)–12          | *                |
| 28 | Leo und die DDR                                 | DDR-Bürger, Wende                                            | 6 (8)–12          | 60 (75) *        |
| 29 | Leo und Cleopatra                               | Kleopatra                                                    | 6 (8)–12          | *                |
| 30 | Leo und der Computer                            | Ada Lovelace, Charles Babbage, John Mauchly                  | 6 (8)–12          | *                |
| 31 | Leo und Hannibal                                | Hannibal                                                     | 6 (8) - 12        | *                |
| 32 | Die Germanen: Roms größte Angst - Teil 1        | Gaius Julius Caesar                                          | 6 - 12            | 66               |